# Basilica di San Clemente in Santa Maria dei Servi

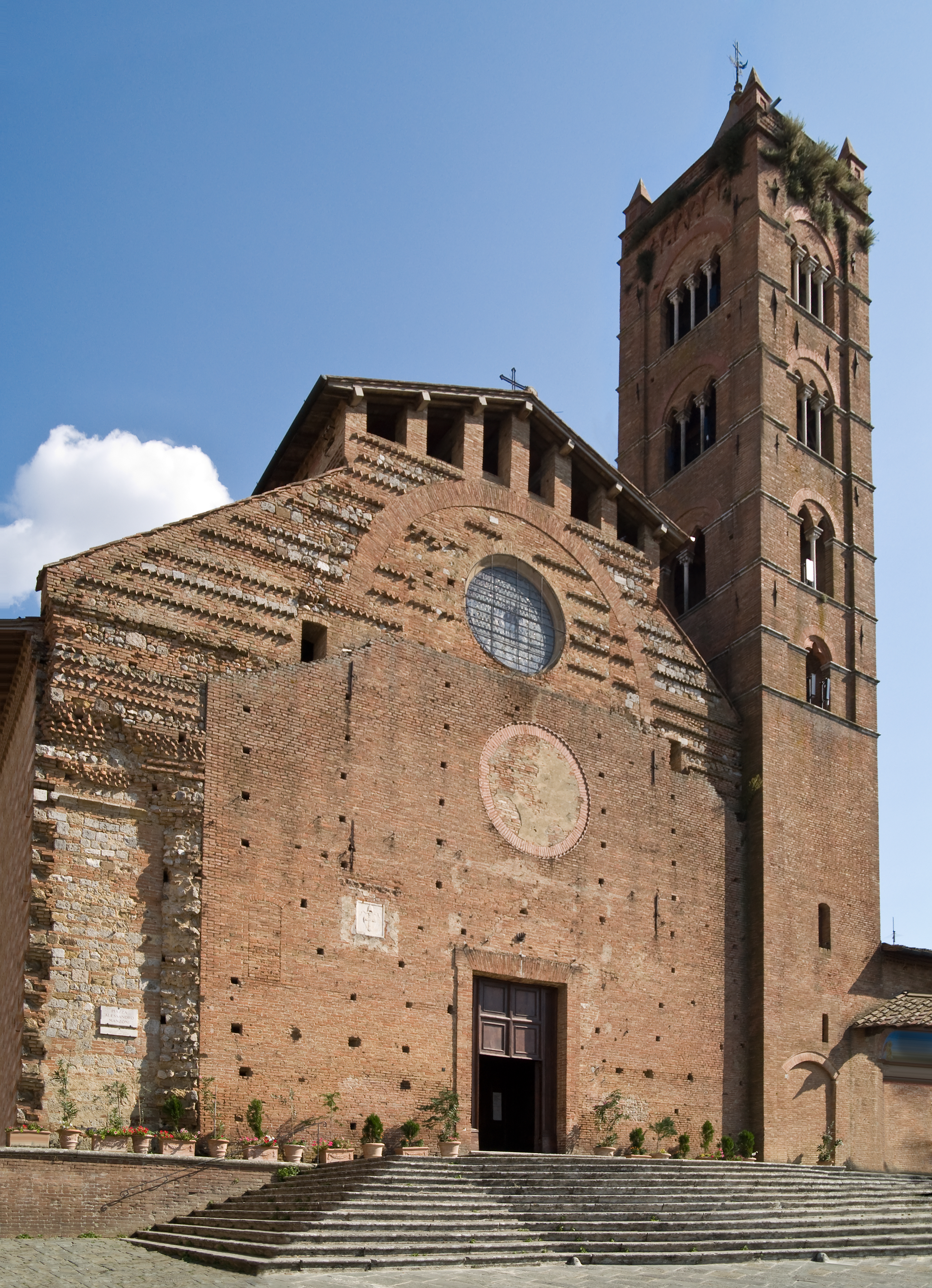
Fassade der Basilica di San Clemente in Santa Maria dei Servi

Die meist nur Santa Maria dei Servi genannte Kirche wurde vom Bettelorden der Serviten vom 13. bis 16. Jahrhundert in der toskanischen Stadt Siena errichtet.

## Lage

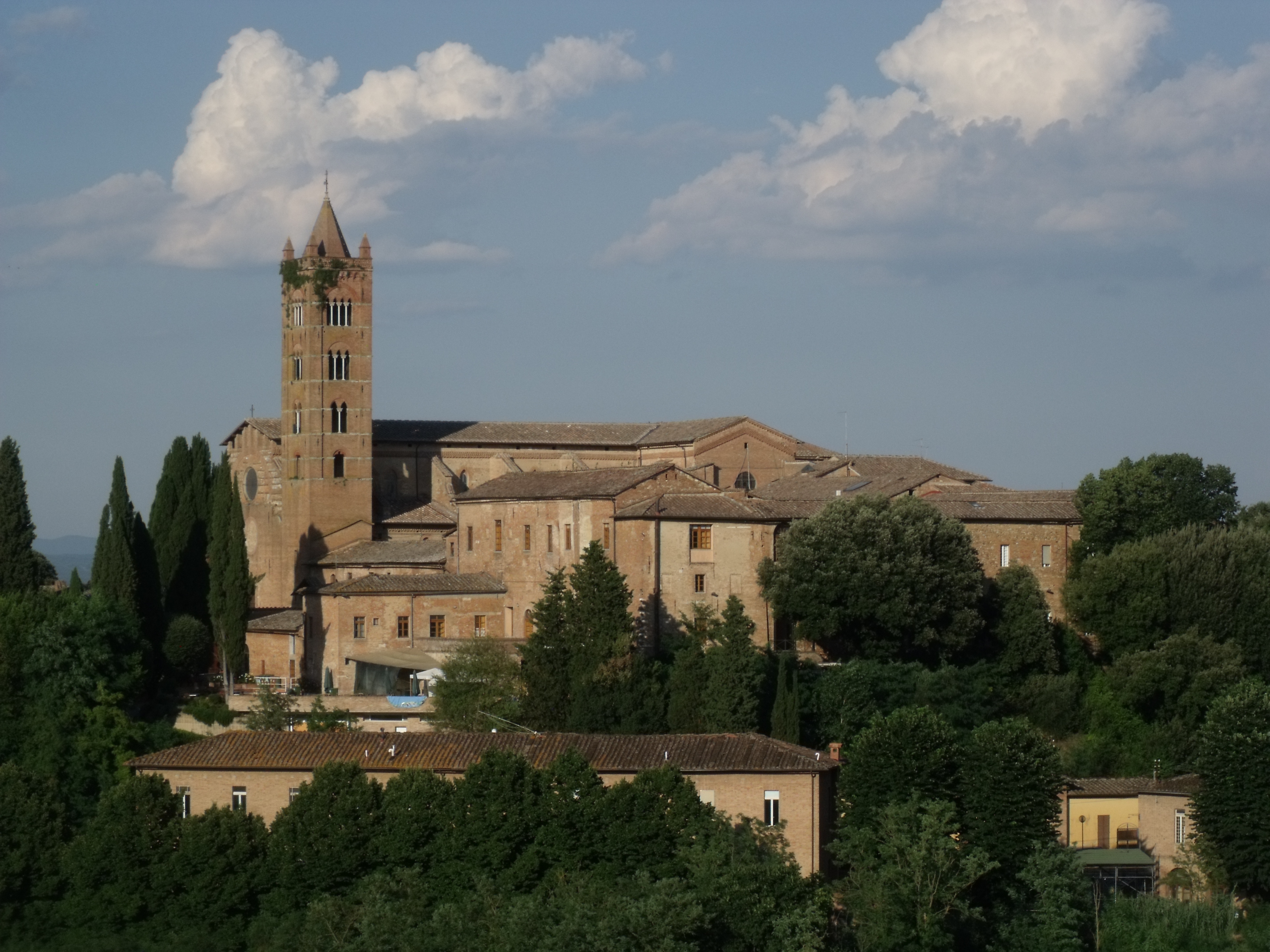
Gebäudekomplex der Basilica dei Servi

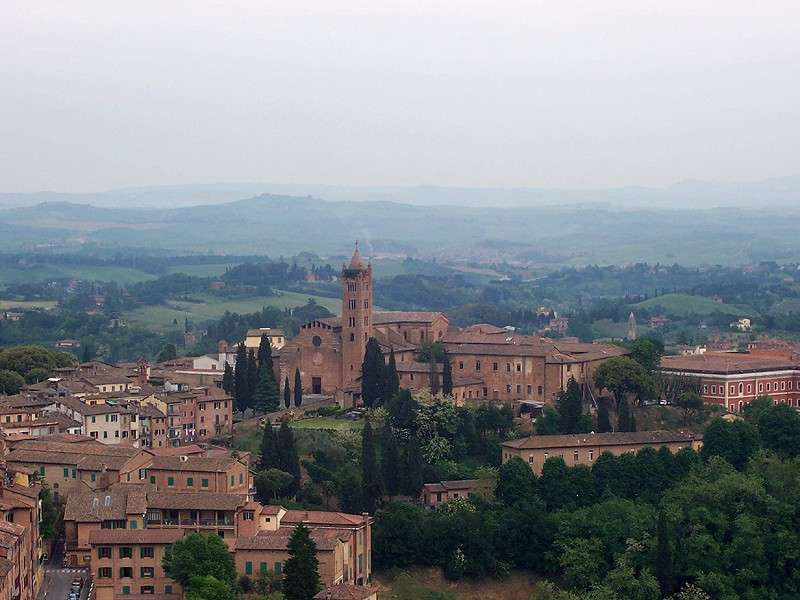
Luftbild der Basilica di San Clemente in Santa Maria dei Servi

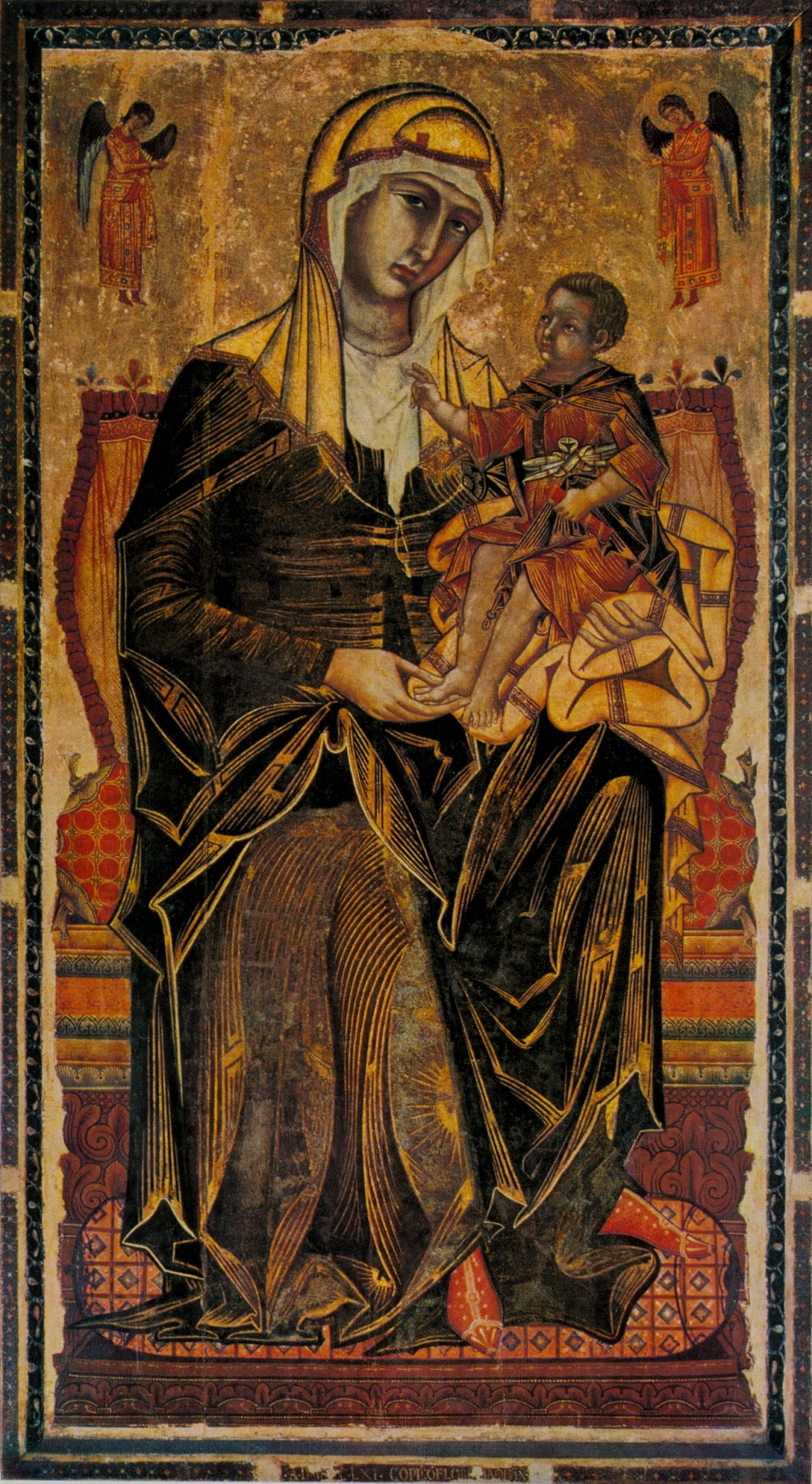
Coppo di Marcovaldo: Madonna del Bordone

Die Basilika befindet sich innerhalb der Stadtmauern von Siena an der Piazza Manzoni. Dieser befindet sich im Stadtdrittel Terzo di San Martino in der Contrada Valdimontone (Widder). Zur Kirche gehört zudem der Konvent, der von den Serviten geleitet wurde, und das 1380 entstandene Oratorio della Santissima Trinità.

## Geschichte und Baugestalt
Die Basilika entstand aus der Chiesa di San Clemente, die um 1234 von dem Orden der Serviten errichtet wurde. Aus dem Jahr 1362 sind Ziegelsteinlieferungen der Stadt Siena dokumentiert (ca. 50.000), um den Ausbau der Kirche zu unterstützen. An den Baunähten der Fassade ist ablesbar, dass der Bau später verbreitert und erhöht wurde. 1473 bis 1528 wurde das Querschiff gewölbt und das basilikale Langhaus in seiner heutigen Form mit seinen jonischen Säulen und den die Seitenschiffe begleitenden, tonnengewölbten Kapellennischen im Sinne der Renaissance errichtet. Im Unterschied zu den beiden älteren großen Bettelsordenskirchen in Siena, die heute ebenfalls im kirchlichen Rang einer Basilica minor stehen, kann die Bezeichnung "Basilika" bei S. Maria dei Servi durchaus auf den Bautyp bezogen werden.
Die Konsekration der Kirche fand am 18. Mai 1533 statt, fertiggestellt wurde sie allerdings erst 1537. Die Kirchenfassade blieb unvollendet. Von 1890 bis 1901 wurde die Kirche von Giuseppe Partini und Agenore Socini restauriert. 1908 wurde sie zur Basilica minor erhoben. Der Campanile stammt aus dem 13. oder 14. Jahrhundert und wurde 1926 komplett restauriert. Die Basilika gehört zum Erzbistum Siena-Colle di Val d’Elsa-Montalcino. In der Kirche befinden sich die Reliquien des Francesco Patrizi da Siena (1266–1328) und des Gioacchino da Siena (um 1258–1305).

## Werke im Innenraum (Auswahl)
- Alessandro Casolani: Adorazione dei pastori, ca. 1581 entstanden
- Coppo di Marcovaldo: Madonna del Bordone,  inschriftlich 1261 datiertes, bekanntestes und einziges signiertes Werk des florentiner Malers. Auch wenn die Gesichter auf diesem über 2 m hohen Gemälde einige Jahrzehnte später übermalt wurden,[4] bleibt das Tafelbild als ganz frühe ganzfigurige Darstellung der Madonna ein Schlüsselwerk für die weitere Kunstentwicklung.
- Bernardino Fungai: Incoronazione della Vergine e Santi
- Giovanni di Paolo: Madonna della Misericordia, 1431 entstanden
- Biagio di Goro Ghezzi: Sant’Agnese (Wandgemälde)[5]
- Rutilio Manetti: Natività di Maria,  1625 entstanden, Martirio di San Lorenzo, 1602
- Matteo di Giovanni: Strage degli Innocenti, 1491 entstanden
- Lippo Memmi: Madonna del Popolo, 1325 entstanden
- Astolfo Petrazzi: La Madonna e la peste di Siena
- Lorenzo Rustici: Angeli
- Ventura Salimbeni: Fresken des Oratoriums, zwischen  1595 und  1601 entstanden
- Sano di Pietro: Madonna col Bambino e Santi
- Segna di Bonaventura: Madonna col Bambino (Holzgemälde, 85 × 52 cm, 1319 entstanden)
- Taddeo di Bartolo: Natività di Maria, 1404 entstanden
- Ugolino di Nerio: Cucifix (Croce dipinto, dt. bemaltes Kreuz, 401 × 244,5 cm, 2003 restauriert[6])
- Raffaello Vanni: Scena di Clodoveo
- Francesco Vanni: Annunciazione, ca. 1585 entstanden

## Orgel
Die Orgel wurde 1925 von der Orgelbaufirma Mascioni erbaut. Das Instrument befindet sich hinter dem Hauptaltar. Es hat 19 Register auf zwei Manuale und Pedal. Die Spieltrakturen sind mechanisch, die Registertrakturen sind elektrisch.
| I Grand'Organo C–a3 |     |
| Principale          | 16′ |
| Principale          | 8′  |
| Flauto              | 8′  |
| Dolce               | 8′  |
| Ottava              | 4′  |
| Cornetto III        |     |
| Decimaquinta        | 2′  |
| Ripieno             |     |

| II Espressivo C–a3 |    |
| Pienino            |    |
| Corno              | 4′ |
| Celeste            | 8′ |
| Gamba              | 8′ |
| Bordone            | 8′ |
| Principale         | 8′ |
| Tromba Armonica    | 8′ |

| Pedale C–f1  |     |
| Contrabbasso | 16′ |
| Subbasso     | 16′ |
| Armonico     | 8′  |
| Fagotto      | 16′ |